# Camilla Thomsen
Camilla Thomsen (Køge, 1 de novembro de 1974) é uma ex-handebolista profissional dinamarquesa, campeã olímpica.
Camilla Thomsen fez parte do elenco medalha de ouro, de Atenas 2004.